# ハン・スーイン
ハン・スーイン（韓 素音、1916年9月12日 - 2012年11月2日）は、中国出身の混血の著作家、医師。ハン・スーインは筆名であり、本名はエリザベス・コンバー (Elizabeth Comber) 、出生名は周光瑚 (Rosalie Matilda Kuanghu Chow) 。

## 来歴・活動
中国人技術者の父とベルギー人の母の間に生まれる。1931年に北京の病院で事務の仕事につき、のち燕京大学（のちの北京大学）に入学する。
1935年に、母の故郷のベルギーのブリュッセル大学に留学して自然科学を学び、日中戦争さなかの1938年帰国して、成都のアメリカキリスト教病院で働く。中華民国軍の軍人と結婚し、夫は後に将校となる。
第二次世界大戦中の1942年に処女作『重慶行き』を執筆。1944年に渡英、ロンドン大学で医学を学ぶが、1947年に夫は国共内戦における共産党軍との戦闘で死去した。1948年に医師資格を獲得、1949年に英領香港に戻り、クイーン・メアリー病院に勤務する。
1952年に、イギリス軍人のコンバーと再婚し英領マレーに行き、ジョホールバルとシンガポールで開業、自伝的小説「多くの輝きをもつもの」を刊行した。1955年には、シンガポールで南洋大学(現･南洋理工大学)設立に貢献する。またその年、「多くの輝きをもつもの」がハリウッドで映画化されヒットする。日本でも『慕情』の題で公開された。
その後コンバーと離婚し、インド人の大尉と結婚するが2003年死別、その後はスイスに在住する。
2012年11月2日、スイスローザンヌの自宅で死去。96歳没。

## 代表作
代表作としてほかに『四つの顔』（1963年）、半自伝的歴史小説三部作『悲傷の樹』（1965年）、『転生の花』（1966年）、『無鳥の夏』（1968年）があり、ほかに『暁の豪雨』（1972年）、『塔の風』（1976年）、『ハン・スーインの中国』（1987年）などがある。その他数多くの東洋と西洋の軋轢をテーマとした小説を執筆している。

## 日本語訳書
- 『自伝的中国現代史 1 悲傷の樹』 長尾喜又訳 春秋社, 1970年
- 『慕情』 深町真理子訳 角川文庫, 1970年
- 『中国の目・アジアの目』 松岡洋子編訳 朝日新聞社, 1971年
- 『2001年の中国』 松岡洋子訳 東洋経済新報社, 1971年
- 『自伝的中国現代史 2 転生の華』 宮川毅・青木栄一, 高橋正訳 春秋社, 1971年
- 『自伝的中国現代史 3 無鳥の夏』 長尾喜又訳 春秋社, 1972年
- 『毛沢東』 松岡洋子編訳 毎日新聞社, 1973年
- 『太陽の都ラサ 新チベット紀行』 安野早己訳 白水社, 1978年
- 『自伝的中国現代史 4－5 不死鳥の国』 長尾喜又訳 春秋社, 1986年
- 『北京の二週間 中国の眼、アジアの眼』 松村喜八郎訳 技術と人間, 1992年
- 『長兄 周恩来の生涯』 川口洋・美樹子訳 新潮社, 1996年